# Cabery
Cabery è un comune dell'Illinois, nella Contea di Ford. Nel 2010, anno dell'ultimo censimento, si contavano 266 abitanti.